# Tina Cousinsová
Tina Patricia Cousins (* 20. dubna 1974 Leigh-on-Sea, Essex) je anglická zpěvačka, působící v žánru dance-pop. Původně se živila jako modelka. V roce 1998 nahrála se Sash! píseň „Mysterious Times“, která figurovala na druhém místě žebříčku UK Singles Chart. Spolupracovala také s Petem Watermanem a společností All Around the World Productions, mj. zpívala na kolektivní nahrávce Thank ABBA for the Music. Vydala sólová dlouhohrající alba Killing Time (1999) a Mastermind (2005). Je velmi populární v Austrálii, kde jí byla udělena zlatá deska.